# Группа по исследованию и изучению европейской цивилизации
Группа по исследованию и изучению европейской цивилизации (фр. Groupement de recherche et d'études pour la civilisation européenne; также широко известна по своей аббревиатуре GRECE ― «Греция») ― аналитический центр французского движения «новых правых». Был основан в январе 1969 года сорока панъевропейскими активистами, которые представляли такие объединения, как «Европа — Действие» (Europe-Action) под руководством Доминика Веннера и Жана Мабира, «Федерация студентов-националистов» (Fédération des étudiants nationalistes, FEN), «Национальное движение за прогресс» (Mouvement national du progrès, MNP) и «Европейское объединение за свободу» (Rassemblement européen pour la liberté, REL). Интеллектуальным лидером GRECE является философ Ален де Бенуа, а само объединение определяет себя как «сообщество труда и мысли».
Изначальная цель аналитического центра заключалась в том, чтобы подготовить общественное мнение к политическим переменам в духе тех воззрений, которые разделяли его создатели.

## История

### Учреждение GRECE и начало её деятельности
После первого всенационального собрания, состоявшегося с 4 по 5 мая 1968 года, за которым той же осенью последовала серия совещаний, устав «общества мысли» ― такова была его собственная характеристика, ― был официально сдан на хранение в префектуру департамента Приморские Альпы. Среди основателей общества наибольшую известность получил журналист и писатель Ален де Бенуа. В число его учредителей также вошли Пьер д’Аррибер, Пьер Берар, Жак Бруя, Ив Эскье, Жюльен Лебель (он же Доминик Веннер), Роже Лемуан, Джорджо Локки, Антонио Ломбардо, Жан-Жак Мурро, Жан-Клод Ривьер, Морис Ролле, Ив Рузвиль, Жан-Поль Тузалин, Жан-Клод Валла, Роже Ветийяр, Пьер Виаль, Жан-Марсель Загаме, Жан-Пьер Бросс, Даниэль Бутро, Жак Шессель, Жан-Клод Караско, Винсент Декомбис, Жерар Денестеб, Жак Дури, Жиль Фурнье, Ален Гари, Доминик Гажас, Клод Гранжан, Роберт Лапейр, Ален Маллар, Пьер Марсен (он же Жорж Шмельц), Мишель Пейсан, Жан-Ив Пекэ, Ив Пондавен, Пьер-Анри Ребу, Франсуа Руф, Жан-Пьер Тони, Жак Вассиньи, Жак Вернен.
GRECE продолжала интеллектуальную линию Доминика Веннера, который, следуя своему манифесту под названием «К позитивной критике» (Pour une critique positive, 1962), отмечал разрыв между устремлениями французского общества и устаревшими программами различных политических организаций. Веннер хотел «бороться в сфере идей и прибегать скорее к хитрости, чем к силе». Ален де Бенуа и его соратники хотели основать интеллектуальный полюс, предназначенный для влияния на французских правых путём развития «новой правой культуры», способной противостоять «доминирующей проблематике» ― то есть попытке слияния иудео-христианской культуры и марксистской или неомарксистской идеологии, которая тогда волновала умы значительной части французского общества.
Для достижения своих целей новые правые решили, что им необходим длительный период размышлений и созревания. В течение этого периода собственно политическое поле борьбы, как предполагалось, должно было быть оставлено в пользу того, что они назвали «метаполитикой» ― то есть «области ценностей, которые не являются политическими в традиционном смысле этого слова, но которые имеют прямое влияние на наличие или отсутствие социального консенсуса, определяемого политикой».
GRECE, в которую входили журналисты и учёные, в основном строила свою деятельность вокруг нескольких журналов, в которых её члены могли развивать и продвигать свои идеи. Ими стали издания «Изучения и исследования» (Études et Recherches, основан в 1974 году), «Новая школа» (Nouvelle École, первый номер датируется февралём ― мартом 1968 года) и «Элементы» (Éléments, в нынешнем виде основан в 1973 году).
В течение первого десятилетия существования GRECE её лидеры работали над созданием и расширением своих связей в различных влиятельных общественных кругах. Они проводили многочисленные конференции и семинары как в Париже, так и в регионах («Что такое метаполитика?», ноябрь 1968 года; «Вопрос о ценностях», май 1970 года; «Вчерашняя мораль, завтрашняя этика», октябрь 1971 года; «Имеет ли история смысл?», октябрь 1973 года; «Элиты, или чем им заняться?, январь 1975 года; „Иллюзии равенства“, декабрь 1977 года и т. д.)», а также собирались в «лагерях для рефлексии», напоминавших формат собраний, которые проводились Федерацией студентов-националистов. GRECE также спонсировала дружественные организации, которые не были прямо интегрированы в структуру сообщества, но были к нему близки тематически или имели перекрёстное членство: такими организациями были кружок Парето в Институте политических исследований в Париже, кружок Галилея в Лионе, кружок Жана Медсена в Ницце, кружок Анри де Монтерлана в Бордо, CLOSOR (Комитет действующих офицеров и офицеров запаса), GENE (Группа изучения нового образования) и т. д. Из кружка Эразма вышла бельгийская ветвь GRECE, учреждённая в 1971 году (а её бывший лидер Жорж Юпен был старым моррасианцем). Пытаясь получить голос в СМИ, члены GRECE вошли в редакцию двух изданий группы Раймона Бургина: Valeurs actuelles и Le Spectacle du monde.
В сентябре 1977 года автором Le Figaro стал Луи Повельс, бывший директор ревю Planète. Благодаря его трудам GRECE смогла получить доступ к более широкой аудитории читателей. В октябре 1978 года он же стал основателем и директором еженедельника Le Figaro Magazine. Заместителем главного редактора был назначен Патрис де Планкетт, а Жан-Клод Валла, Ив Кристен, Кристиан Дюранте, Мишель Мармин также вошли в состав редакции. Все они были членами GRECE. Впрочем, в повестке «фиг мага» были представлены и другие течения политической мысли, поэтому журнал нельзя однозначно назвать рупором GRECE. Тем не менее, ядро его редакции до 1981 года составляли новые правые и влияние их, соответственно, было весьма значительным.
GRECE и, в меньшей степени, «Клуб часов» ― аналитический центр французских национал-либералов, ― в 1979 году подверглись массированной информационной атаке. За несколько месяцев недружественными СМИ было опубликовано около пятисот статей, где их называли ультраправыми экстремистами. Хотя на самом деле обе ассоциации имели различные ценности и общественные цели и в плане общих участников их пересечение было незначительным. Иван Бло, президент Клуба часов, какое-то время сам являлся членом GRECE.
Вся прочая критика новых правых также продолжалась в подобном духе. Начиная с 1993 года Алена де Бенуа начали регулярно обвинять в том, что он пытается "замести следы", скрывая своё «ультраправое происхождение» в попытке сблизиться с левыми в целом и с коммунистами в частности, чем он пытался заниматься ещё в 1980-х и 1990-х годах и о чём говорили, помимо прочего, авторы Le Monde, Le Canard enchaîné и Liberation. GRECE утратила присутствие в журнале Figaro летом 1981 года и с тех оказалась вынуждена продвигать свои идеи, находясь в относительной медийной изоляции.
На пике своего развития, который пришёлся на конец 1970-х годов, GRECE имела порядка четырёх тысяч официальных сторонников.
Новые правые сумели привлечь к себе людей из разных слоёв общества. С изданием Nouvelle École сотрудничали (что, впрочем, не означало согласия со всеми продвигаемыми идеями) наследники Action Française (Пьер Гаксотт, Тьерри Мольнье), либеральные интеллектуалы (Луи Ружье), сторонники учения о социобиологии, а также ностальгирующие по французскому фашизму и временам коллаборационизма, а также другие интеллектуалы, в том числе и далёкие от крайне правых идей, такие как Артур Кёстлер и Жюльен Фройнд.

### На рубеже 1970-х и 1980-х
После „лета новых правых“ ― масштабной полемики в СМИ, разразившейся в 1979 году, и ухода „греков“ из Figaro, многие из них (в том числе те, которые обосновались в университетах) начали постепенно пересматривать свою риторику, что в конечном счёте будет стоить им поддержки со стороны консерваторов. Ален де Бенуа начал писать больше сочинений в поддержку стран третьего мира, а также усилил накал критики либерализма и гегемонии США. Некоторые из членов кружка собрались вокруг журнала Magazine hebdo, запущенного в 1983 году Аленом Лефевром, директором издания L’Histoire. В то же время некоторые крупные деятели сообщества покинули его, как, например, академик Пьер Виаль, присоединившийся к Национальному фронту, или Гийом Фай, который решил следовать собственному карьерному пути в медиа (он основал собственную газету J’ai tout compris), а также устроился ведущим на свободном радио Skyrock. В 1998 году Гийом Фай вернулся в политику и начал выдвигать радикальные тезисы, которые выступали в противоречие с позициями Алена де Бенуа. Фай был важным представителем GRECE и состоял там с конца 1970 по 1986 год, где занимался организацией проведения мероприятий „Секретариата изучения и исследования“ (SER). После него во главе SER некоторое время стоял Жорж Шарбонно, сотрудник Éléments и Nouvelle École.
С 1987 по 1991 год президентом GRECE стал Жак Марло, сменив на этом посту профессора Жана Варена. В своём обращении к Жану Даниэлю он указал на причины, которые, по его мнению, делают учение новых правых неприемлемым для консерваторов, националистов, католиков и ультраправых ― это критика концепции иудео-христианства, а также языческая этика, европеизм и регионализм новых правых. «Отчёт Руссо», составленный Комиссией по расизму и отрицанию Холокоста, созданной по указу министра национального образования, даёт следующую характеристику GRECE:
(…) GRECE не является сообществом французских националистов. Организация защищает идею панъевропейского национализма, понятие «Европы» в их понимании отличается от случая к случаю: это может быть и колыбель белой расы, и особая уникальная культура, или же «высшая» цивилизация, в данной момент находящаяся в состоянии угрозы.
Одна из наиболее часто продвигаемых идей GRECE была мысль о необходимости всяческого прославления индоевропейского наследия и в частности ― культуры римлян и кельтов. В своём резюме «О новых правых» Пьер-Андре Тагиев объясняет, что обращение к древним временам имеет целью критику французского национализма, а также национализма других европейских народов: «критика национализма (…) во имя защиты коллективной идентичности и различий», по его мнению, не позволяет поместить Алена де Бенуа в один ряд с ультраправыми ксенофобами. Философ, по словам Кристиана Савеса (CNRS), возглавил «замечательное предприятие по демистификации» «этноцидной идеологии Запада».
В 1990-х годах в GRECE поднимался вопрос о возможности изменения собственного названия: предлагались такие варианты, как «Группа по этическому и культурному обновлению Европы» (Groupement pour le renouveau éthique et culturel de l’Europe) или «Исследовательская группа по этике европейской культуры» (Groupement de recherche sur l'éthique de la culture européenn). В конце концов было принято решение оставить всё как есть
Некоторые из «греков», посвятившие большую часть своих работ критике либерализма и мондиализма, в своих публикациях иногда демонстрировали отвращение к Национальному фронту. Сам де Бенуа критиковал ещё в начале 1990-х критиковал партию за её приверженность к ксенофобии и либеральному консерватизму. Такие выпады побудили некоторых наблюдателей, особенно тех, что придерживались правых взглядов, объявить о приверженности GRECE левому крылу политического спектра, хотя подобные отождествления выглядят сомнительно в свете их неприятия универсализма и «эгалитарного мифа». В качестве альтернативы им новые правые предлагают концепцию этноплюрализма, предполагающую создание культурно и этнически гомогенных сообществ. Их неприятие эгалитаризма хорошо иллюстрирует следующий отрывок из знаковой работы Алена де Бенуа под названием «Взгляд со стороны новых правых», Vu de droite. На протяжении многих лет представители GRECE старалась дистанцировать свою критику эгалитаризма от социального дарвинизма и всегда указывали на то, что она никоим образом не может являться оправданием этого воззрения:
На мой взгляд, наш враг ― это не «левые», не «коммунизм» и не «подрывные идеи». На самом деле им является «эгалитарная идеология», воплощения которой, будь они религиозным или светскими, метафизическими или якобы «научными», ― процветают уже две тысячи лет. «Идеи 1789 года» являются лишь очередным их этапом развития, а нынешние деструктивные идеологии и в частности коммунизм ― их неизбежной формой эволюцией. 

Это, конечно, не означает, что я нахожу все формы неравенства обязательно справедливыми. Напротив, существует множество совершенно несправедливых примеров неравенства; при этом зачастую к ним относятся те, которым наше эгалитарное общество позволяет существовать, несмотря на свою сущность. Исповедовать антиэгалитарную концепцию жизни ― это значит считать, что разнообразие является «реальностью мира», всегда порождающей фактическое неравенство; это значит считать, что общество должно осознать наличие этого неравенства и признать, что ценность людей в плане их отношения к разным вещам разнится от одного человека к другому.
Де Бенуа также критикует французских левых за их постоянный «интеллектуальный терроризм». Левые платят ему той же монетой: Le Monde, Liberation и L’Humanité в своих публикациях называют GRECE сборищем ультраправых. В то же время сами представителя кружка отвергают эти навешиваемые на них ярлыки и даже оспаривают саму уместность разделения на правых и левых в политике.
Тем не менее к голосу левых критиков присоединяются и некоторые политологи. Так, Ариана Шебель д’Апполонья, признанный авторитет в области истории ультраправых движений, находит бесспорным тот факт «GRECE способствовала распространению неофашизма во Франции».
К сходным выводам приходит и Люси Сулье, которая в 2019 году в Le Monde охарактеризовала Институт Илиады (l’Institut Iliade) в качестве идеологического наследника GRECE, продвигавшей «в конце 1960-х годов учение о „новой правой“ идентичности и националистическую пропаганду о важности сохранения различий между народами».

## Темы и направления

### Цивилизация, антропология, история
Одной из важнейших тем изучения GRECE стала история и культура индоевропейских народов. Авторы регулярно публиковали статьи об археологии, о древних цивилизациях Европы, о мифах народов континента (в основном кельтских, германских и скандинавских). Изучение древних европейских традиций привело исследователей к выводу о необходимости отказа от христианской религии и монотеизма, которые рассматривались как поздние и внешние установления. В значительной степени на эту мысль новых правых натолкнул Луи Ружье, эпистемолог и сторонник рационалистического подхода к изучению происхождения христианства.
Вместо христианства GRECE призывает вернуться к размышлениям о язычестве. Восприняв критику «вторичной религии» от Освальда Шпенглера, «греки» пришли к разработке философского подхода к язычеству, что резко отличает их от приверженцев нью-эйдж, неодруидизма и оккультно-эзотерических практик. Таким образом, Ален де Бенуа пишет, что он не собирается «играть в друидов из оперетты». Он указывает:
Мы не стремимся возвратиться назад, а пытаемся ухватиться за нити культуры, которая имеет в себе достаточные причины. Вглядываясь в лица богов и героев, мы ищем ценности и нормативы.

### Философия, наука и общество
В журналах GRECE публикуются многочисленные статьи по политической философии, комментарии к текущим событиям общественной жизни, а также литературная критика, чаще всего посвящаемая таким авторам, как Карл Шмитт, Жюльен Фройнд, Вильфредо Парето, Эрнст Юнгер и Жорж Дюмезиль (последний входил в попечительский комитет Nouvelle Ecole в 1972―1973 гг.) Среди прочих популярных тем фигурируют коммунизм, либерализм, национализм, вопросы идентичности, религии, неортодоксальные экономические теории, физика, социальный дарвинизм, расизм и антирасизм. Многообразие рассматриваемых проблем отражают различные исследовательские интересы внутри самой ассоциации.
В поздние годы в GRECE особенно детально разработалась идею могущественной Европы, свободной от «американского ига» и либерализма, который и является её «главным врагом». По мнению авторов, он представляет собой «доминирующую идеологию современности, которая исторически возникла первой и уйдёт со сцены последней». Исследователи регулярно изучают «альтернативы», обращаясь к коммунитаризму и локализму и поднимая экологическую повестку.
В феврале 1999 года вышел 94-й номер журнала Éléments, в котором за подписью Роберта де Эрте (псевдоним Алена де Бенуа) и Шарля Шампетье была опубликована статья под названием «Новые правые 2000 года». Статья была представлена как «первый манифест новых правых», подводящий черту перед «тридцатью годами интеллектуальных усилий, устремлённых к утверждению нашей школы мысли в XXI веке».
29 ноября 2008 года GRECE отметила свой сорокалетний юбилей. В одном из больших парижских отелей состоялся дружеский обед, а само мероприятие прошло под эгидой высказывания Марка Твена: «Они не знали, что это невозможно, и поэтому сделали это». В присутствии ста человек Ален де Бенуа, выступил с речью, где резюмировал содержание университетской конференции в Москве, из которой он тогда только что вернулся. Конференция была посвящена проблема четвёртой политической теории, сформулированной Александром Дугином: согласно видению русского мыслителя, после состоявшегося или пока только ожидаемого краха трёх великих политических теорий, появившихся в странах Запада, ― либерализма, коммунизма и фашизма, должна прийти эпоха «четвёртого видения мира». Его точные очертания пока ещё не могут быть вполне определены, но оно непременно должно опираться на многополярное устройство мирового порядка, возникшее в результате падения гегемонии Запада.

## Президенты GRECE
- Рожер Лемуан (1970―1984)
- Клод Шоле (1984)[40]
- Жан Варенн (1984―1987)
- Жак Марло (1987―1991)
- Мишель Мармин (1991―1992)[41]
- Жан-Клод Жаккард (1992―2013)
- Мишель Тибо (с 2013 года)

## Периодические издания GRECE
GRECE участвует в издании трёх журналов: Éléments, Nouvelle École и Krisis. Также ежегодно публикуются акты «национальных симпозиумов».

### Éditions Copernic
В сентябре 1976 года несколько членов GRECE основали издание Éditions Copernic. В нём они начали публиковать свои собственные сочинения, а также труды историков, психологов и философов XX века, которых считали своими предшественниками: например, Луи Ружье, Освальда Шпенглера, Ганса Айзенка или Юлиуса Эволы).
В конце 1970-х годов на смену Éditions Copernic пришло издание Éditions du Labyrinthe.

### Éditions du Labyrinthe
С конца 1970-х годов в этом журнале печатались работы Алена де Бенуа, Пьера Грипари, Луи Ружье и других авторов.